# Chevrolet Cavalier
Der Chevrolet Cavalier ist ein von Frühjahr 1981 bis Ende 2004 hergestellter Wagen der unteren Mittelklasse des US-amerikanischen Herstellers General Motors. In Japan wurde er von 1996 bis 2000 auch als Toyota Cavalier angeboten.
Für ein von Shanghai GM in China seit September 2016 gebautes Fahrzeug unterhalb des Chevrolet Cruze wird der Name wiederverwendet.

## Cavalier (1981–1994)
Im Mai 1981 präsentierte Chevrolet den Cavalier der ersten Generation. Er basierte auf der neuen GM-J-Plattform (intern „J-Car“) und war technisch wie optisch mit dem Opel Ascona C eng verwandt. Angetrieben wurde er von einem neu konstruierten 1,8-Liter-Motor mit Vergaser; Einspritzmotoren kamen erst später. Der Wagen hatte, wie alle Fahrzeuge der J-Plattform, Frontantrieb. Es gab ihn in vier Karosserieversionen als viertürige Limousine, Stufenheckcoupé, Fließheckcoupé mit großer Heckklappe und fünftürigen Kombi.
Mit einer Länge von knapp 4,40 Meter fiel der Cavalier für US-Verhältnisse recht kompakt aus. Die Ausstattungsstufen reichten vom Einstiegsmodell Cadet über den Basis-Cavalier bis zum Spitzenmodell CL. Der Normverbrauch des Motors mit der maximalen Leistung von 65 kW (89 PS) liegt bei 7,9 Litern auf 100 Kilometer.

### Wichtigste Änderungen
- 1983: Entfall von Cadet und Basis-Fließheckcoupé, durchgängig abgespeckte Ausstattung und günstigere Preise, Ausstattungsbezeichnungen: Basis/CL/CS. Fünfganggetriebe gegen Aufpreis. Neuer Zweiliter-Motor mit Saugrohreinspritzung und ebenfalls 65 kW, aber mehr Drehmomentfülle, ersetzt 1,8-Liter-Motor. Januar 1983: Einführung des Cavalier Convertible (Cabriolet).
- 1984: Neue Frontpartie mit Doppelscheinwerfern. Entfall von Stufen- und Fließheckcoupé in Basis- und CS-Ausstattung, Ausstattungsstufen jetzt: Basis/CS/Type 10 (neu, nur als zwei- und dreitüriges Coupé und Cabriolet).
- 1985: Gegen Aufpreis in allen Modellen 2,8-Liter-V6-Motor mit Einspritzung und 93 kW (127 PS).
- 1986: Neue Sportversion Z24 als zwei- oder dreitüriges Coupé mit eingespritztem High-Output-2,8-Liter-V6-Motor und 90 kW (122 PS). Ausstattungsstufen Basis, CS, RS (ersetzt Type 10) und Z24.
- 1987: Auf Wunsch Getrag-Fünfganggetriebe. Vierzylinder mit elektronischer Zündung und jetzt 66 kW (90 PS). V6-Motor mit Alu-Zylinderköpfen leistet jetzt 93 kW bzw. im Z24 97 kW (132 PS).
- 1988: Facelift mit neuer Frontpartie und neuem Dach (Coupé). Entfall des Fließheckcoupés. Fünfganggetriebe durchgängig serienmäßig. Ausstattungsstufen Basis-RS-Z24. Cabriolet rutscht aus der RS- in die Z24-Serie.
- 1989: Neues Einstiegsmodell VL (Value Leader), nur als Coupé. RS-Ausstattung entfällt.
- 1990: Hubraum des Zweiliter-Motors auf 2,2 Liter vergrößert (71 kW/96 PS), V6-Motor jetzt 3,1 Liter groß (101 kW/137 PS). Entfall Cabriolet. VL jetzt auch als Limousine und Kombi.
- 1991: Wiedereinführung der RS-Modelle inklusive Cabriolet. Ausstattungsstufen VL-RS-Z24.
- 1992: ABS und Zentralverriegelung bei allen Modellen serienmäßig. Cabriolet als RS und als Z24 lieferbar. Vierzylinder-Motor jetzt 82 kW (112 PS) stark, V6-Motor jetzt mit 104 kW (142 PS).
- 1993: Preissenkungen, bessere Geräuschdämmung.
- 1994: Entfall des VL Kombi, Vierzylinder-Motor jetzt mit 90 kW. Auslauf der Produktion im Sommer.

Vom Cavalier der ersten Generation entstanden insgesamt 3,71 Millionen Exemplare, darunter gut 76.000 Cabriolets.
Schwestermodelle des ersten Cavalier waren:
- Buick Skyhawk (1982–1988)
- Cadillac Cimarron (1982–1988)
- Oldsmobile Firenza (1982–1988)
- Pontiac J2000, 2000, Sunbird (1981–1994)

Die gleiche Plattform nutzten auch:
- Vauxhall Cavalier MK2 (1981–1988)
- Daewoo Espero (Daewoo Aranos; 1991–1999)

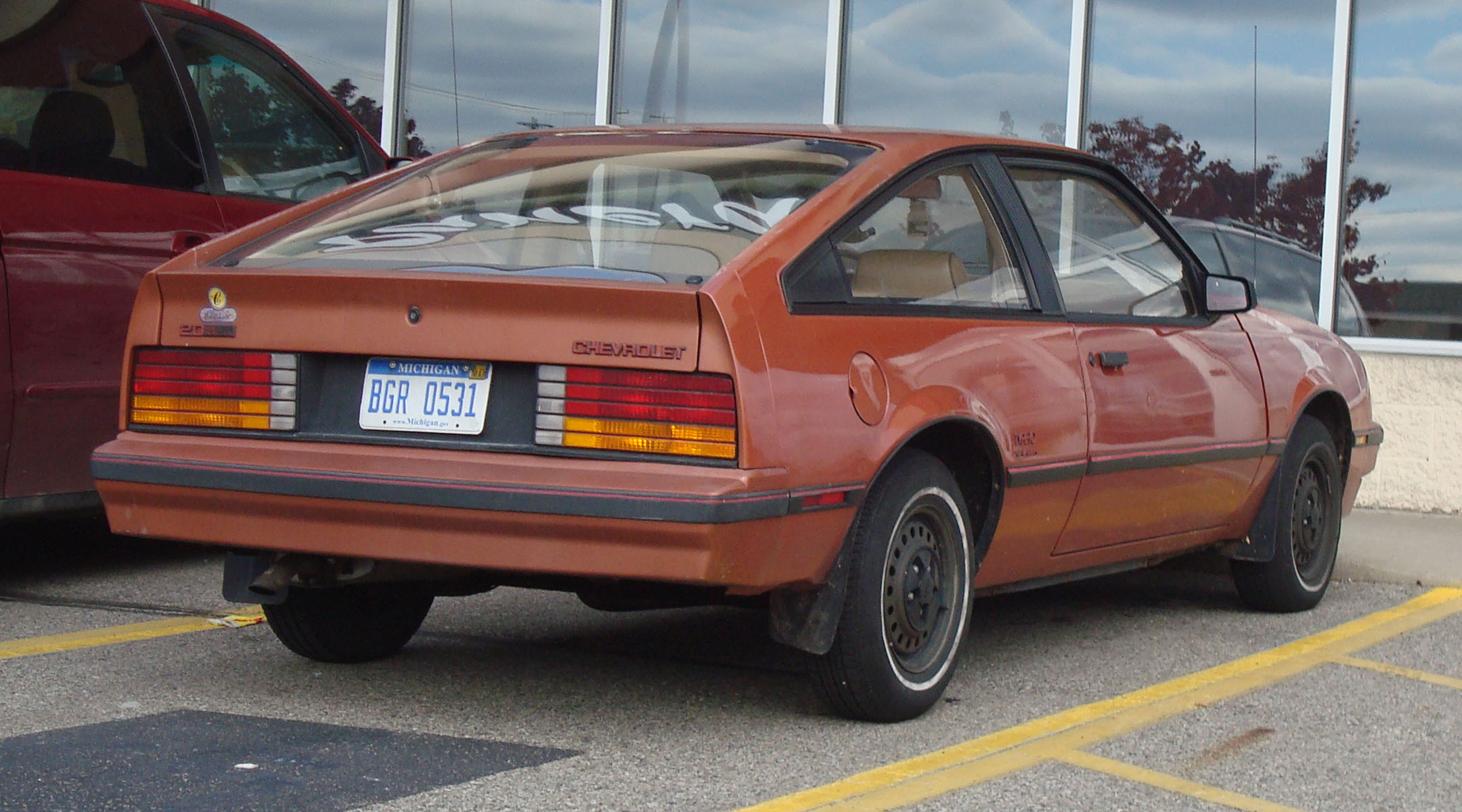
Chevrolet Cavalier Coupé (1984–1988)
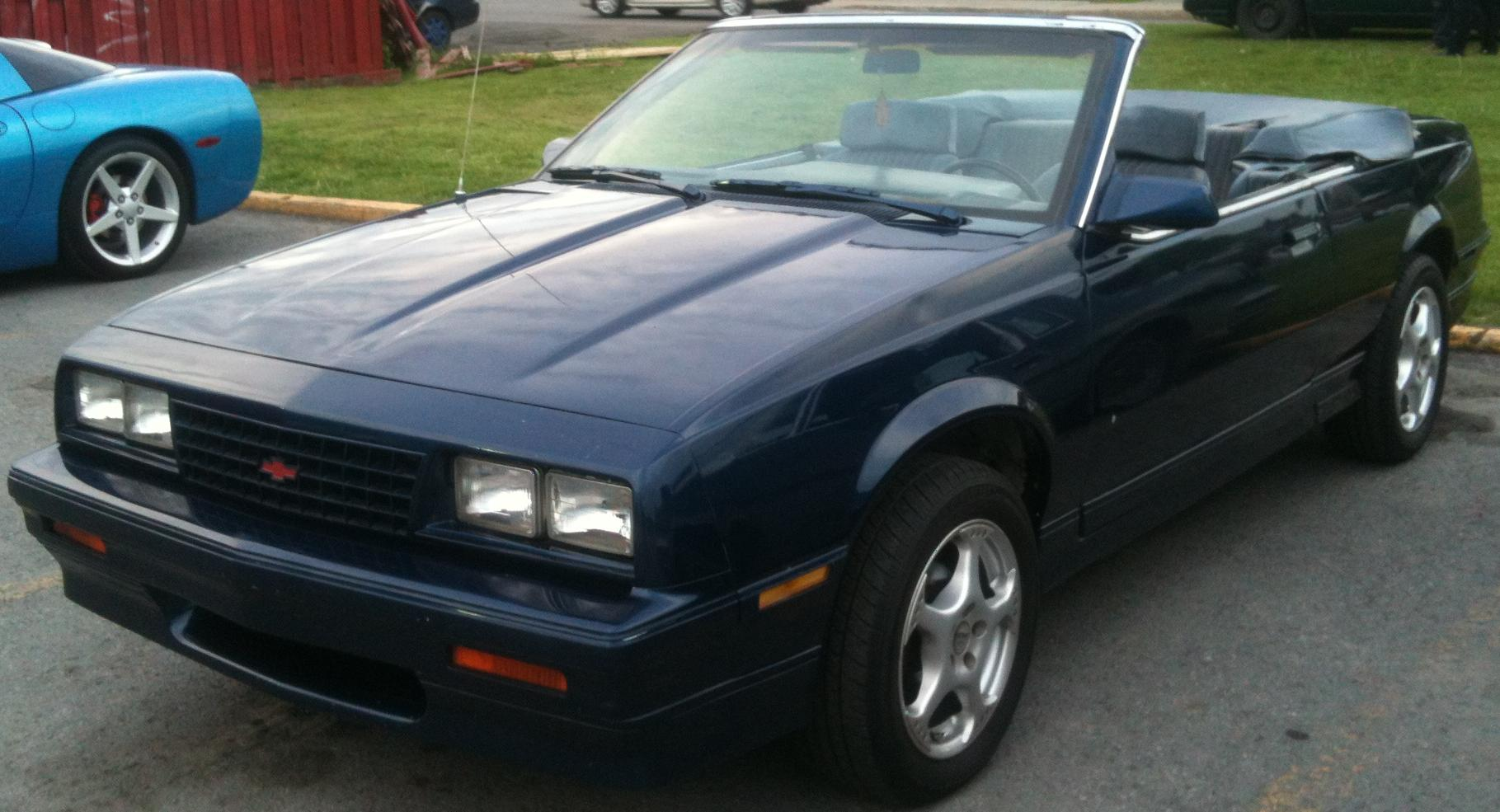
Chevrolet Cavalier Convertible (1984–1988)
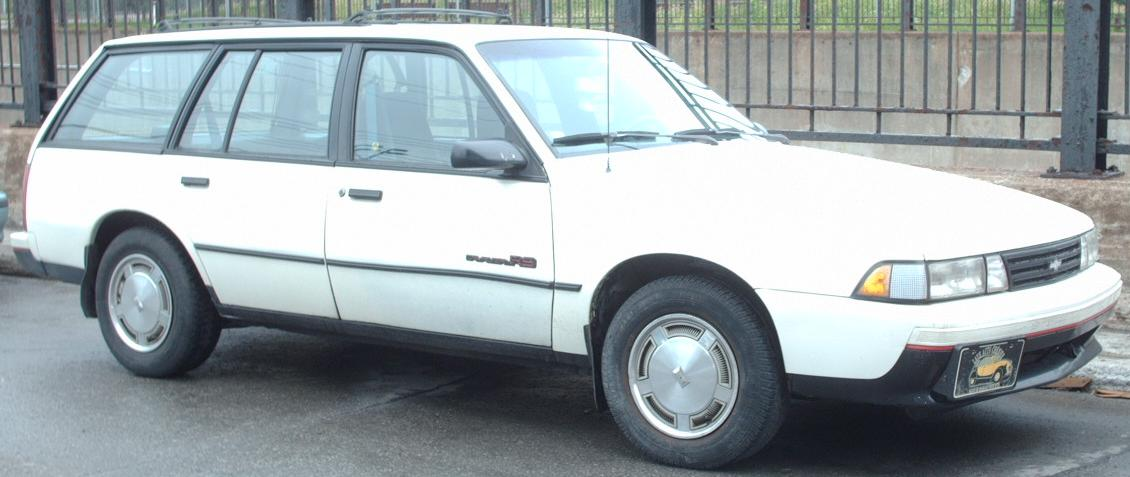
Chevrolet Cavalier Wagon (1988–1994)
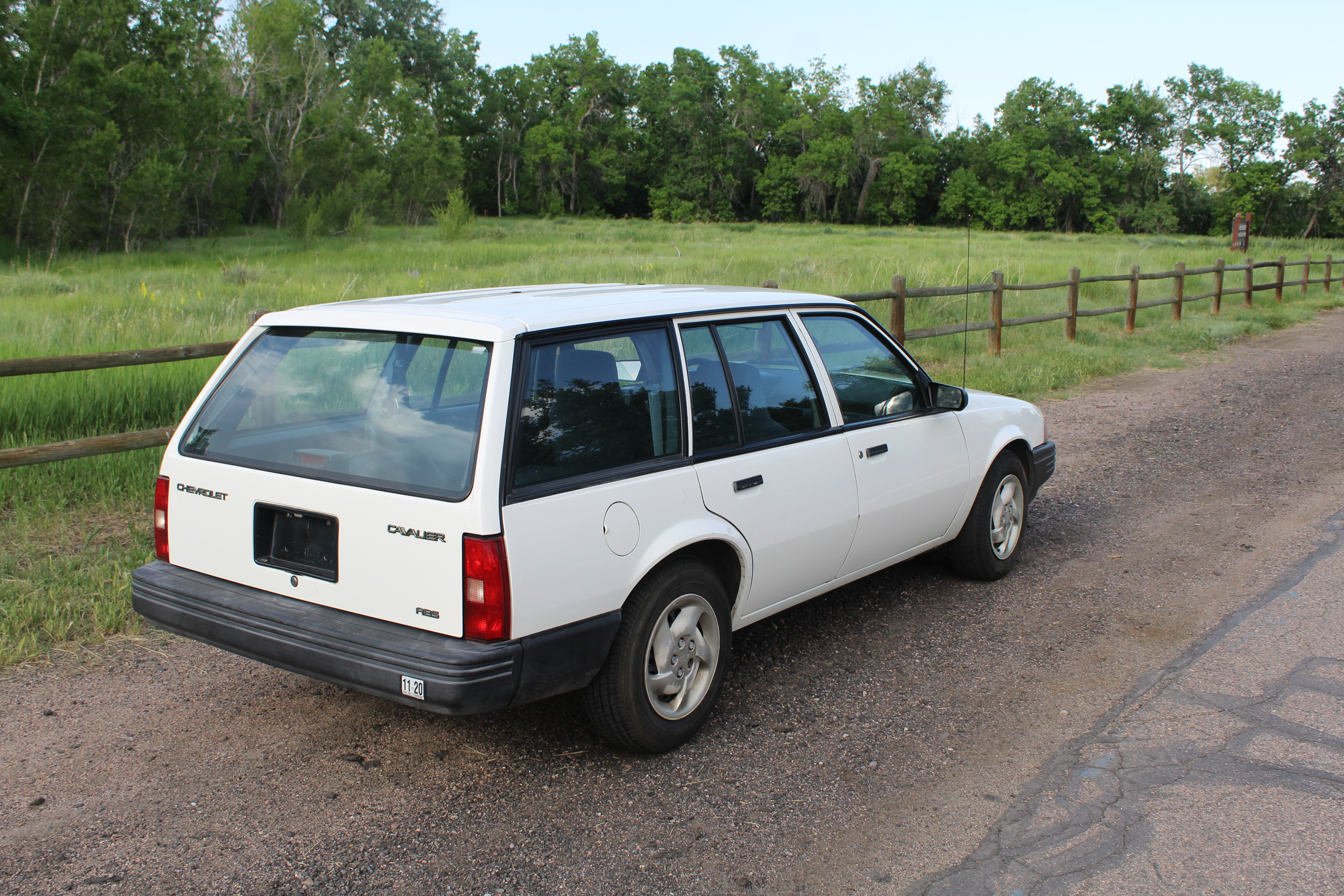
Heckansicht
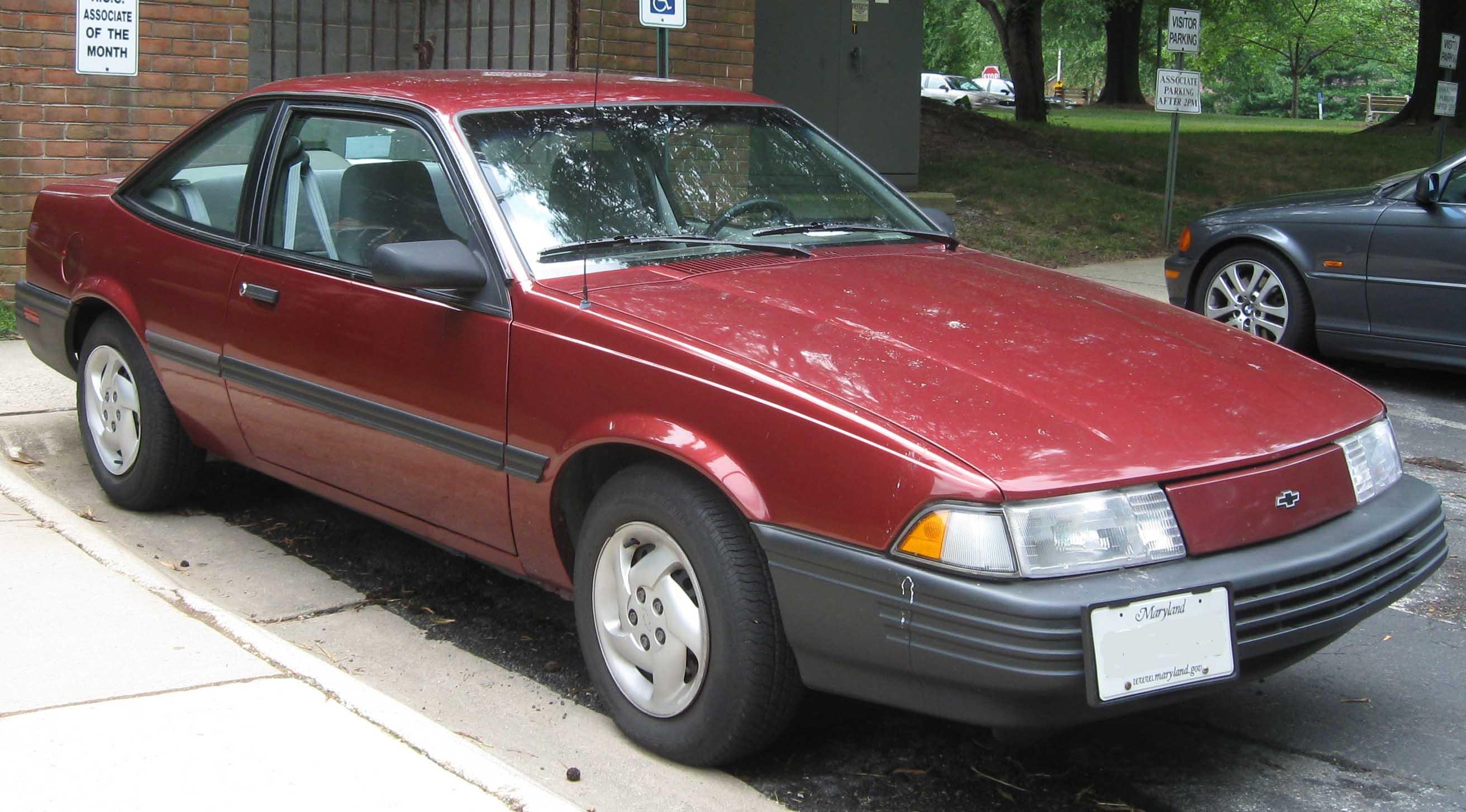
Chevrolet Cavalier Coupé (1988–1994)
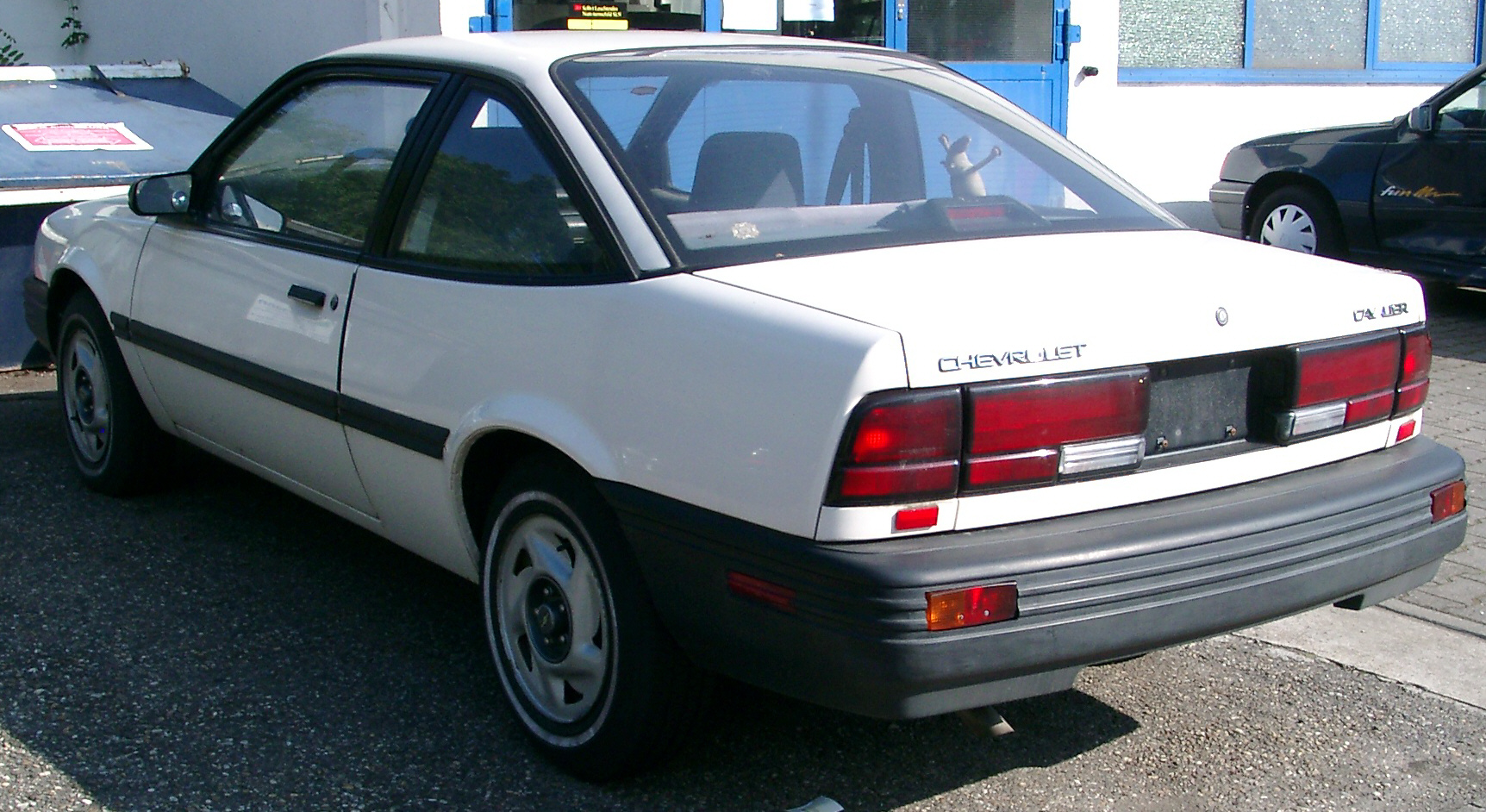
Heckansicht

## Cavalier (1994–2005)
Im Herbst 1994 ersetzte die zweite Generation den Vorläufer. Die Produktion begann im August 1994.
Den Cavalier gab es als zweitüriges Coupé und viertürige Stufenhecklimousine sowie als Cabriolet.
Die komplette Neukonstruktion war etwas kürzer, bot aber dennoch mehr Platz im Innenraum. Unter der aerodynamisch günstigeren Karosserie verrichteten weiterhin der 2,2-Liter-Vierzylinder-Motor mit 90 kW (122 PS) oder im Z24 ein neuer 2,3-Liter-Vierzylinder-Motor mit 16 Ventilen und zwei obenliegenden Nockenwellen der Quad-Four-Serie mit 112 kW (152 PS) ihren Dienst.
Von 1995 bis 2000 wurde eine Rechtslenkerversion als Toyota Cavalier in Japan verkauft.
1996 kam ein neuer 2,4-Liter-DOHC-Vierzylinder-Motor (112 kW) in das Programm, der den 2,3-Liter-Motor im Z24 ersetzte und in anderen Modellen gegen Aufpreis erhältlich war. Die LS-Ausstattung besaß nun serienmäßig ein Viergang-Automatikgetriebe.
Mit verbessertem Seitenaufprallschutz und der neuen zusätzlichen Ausstattungsstufe RS (nur Coupé) startete der Cavalier in das Jahr 1997.
1998 wurde das Cabriolet mit LS-Ausstattung Teil der Z24-Reihe. Der Basis-Vierzylinder-Motor leistete nur noch 86 kW (117 PS), verfügte aber über gesteigerte Laufruhe.

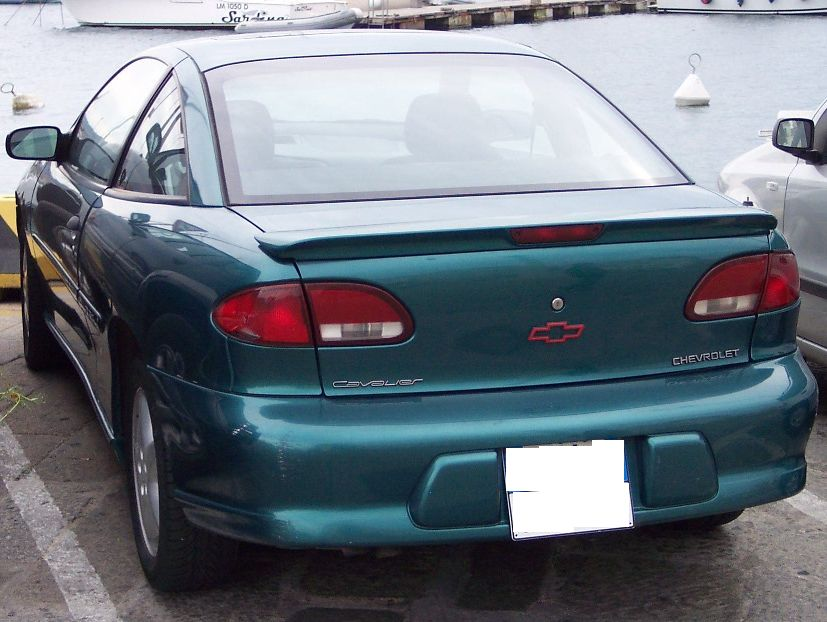
Heckansicht
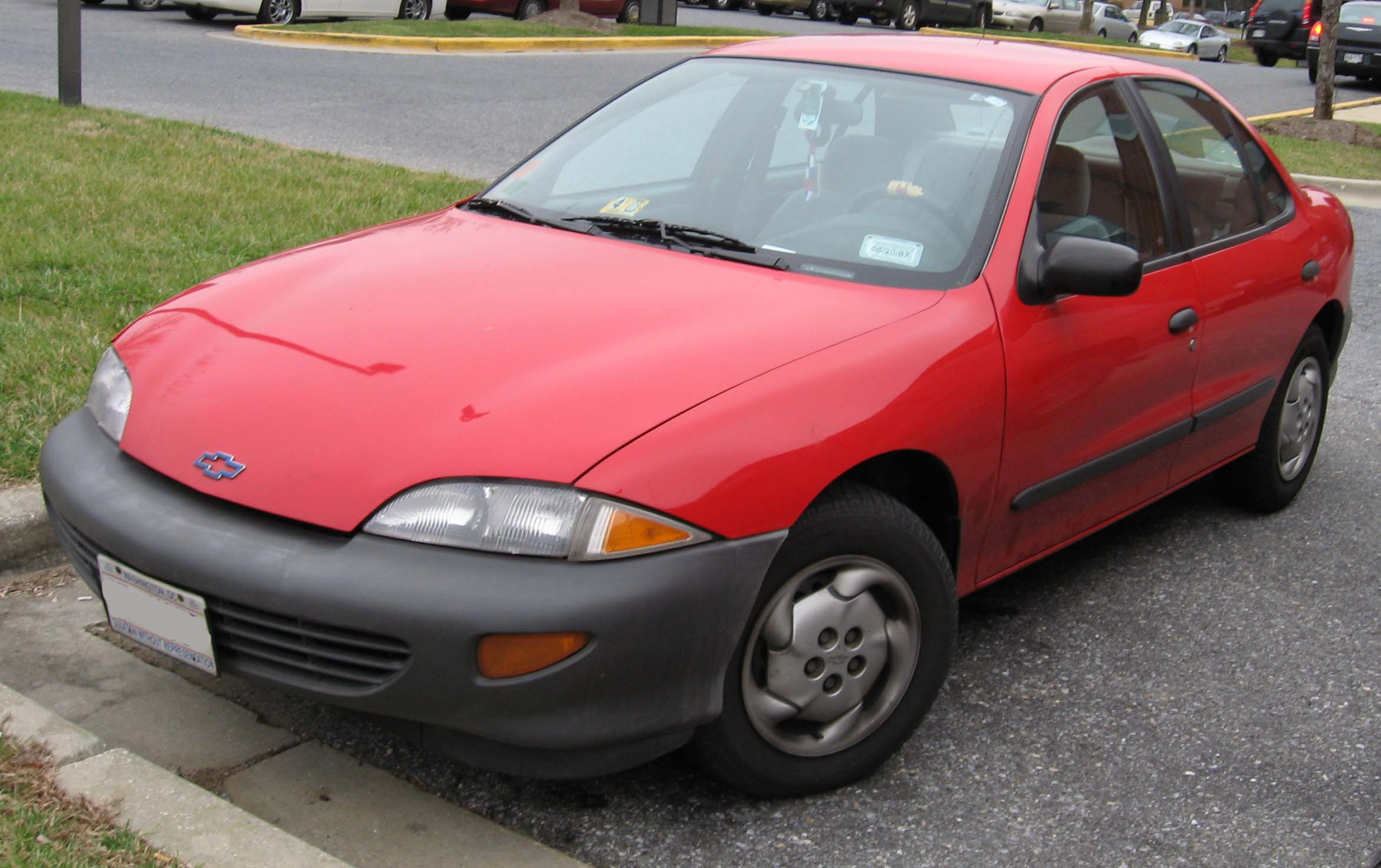
Chevrolet Cavalier Sedan (1994–1999)
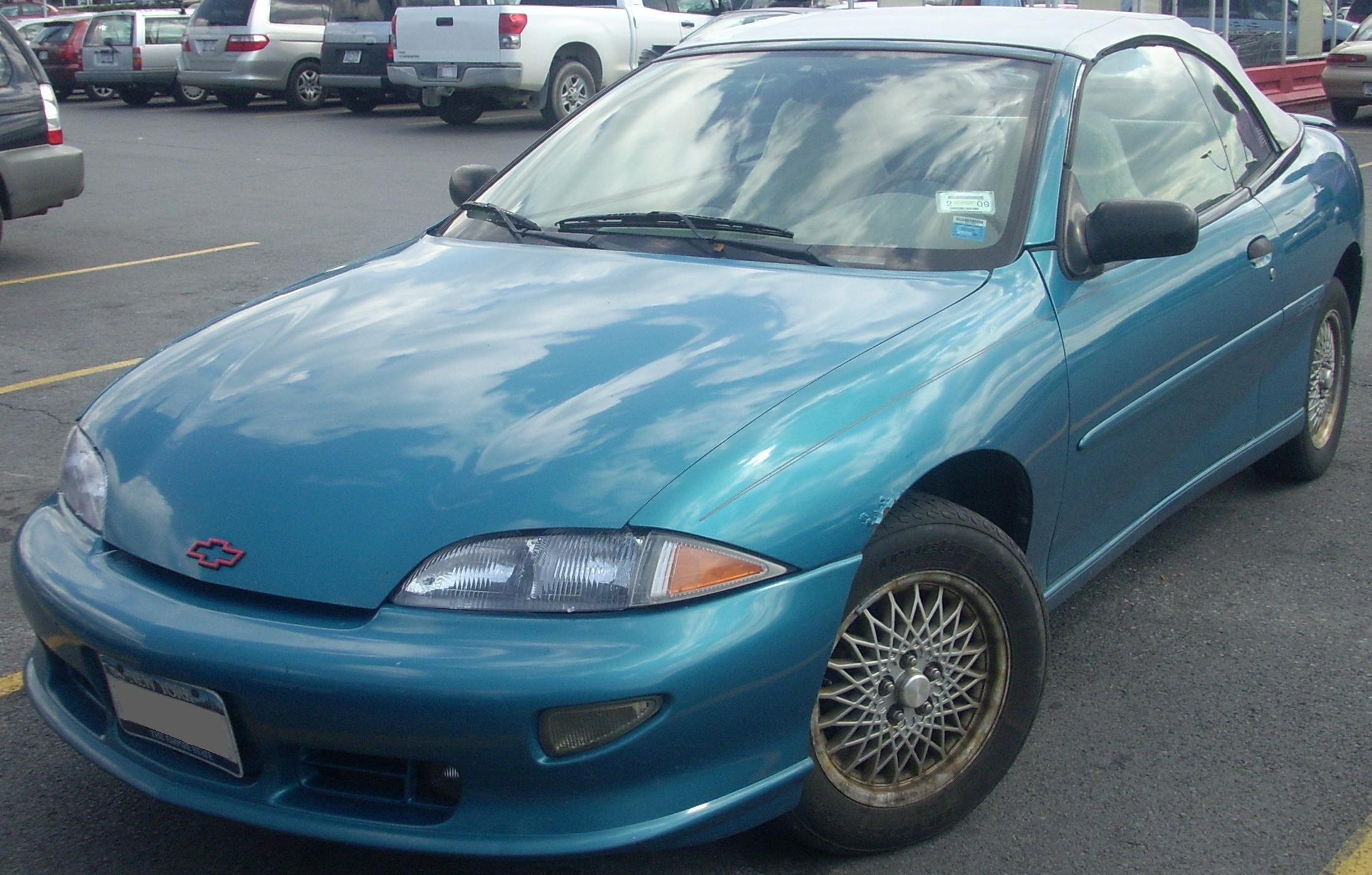
Chevrolet Cavalier Convertible (1994–1999)

### Modellpflege
Im Spätsommer 1999 kam die Baureihe in den Genuss einer Überarbeitung, was außen jedoch nur an Details wie geänderten Schürzen sichtbar war. Eine wirkliche Neuheit war die Einführung des Cavalier Bi-Fuel, der mit Benzin und Erdgas betrieben werden konnte.
Im Herbst 2002 kam ein 2,2-Liter-Vierzylinder-Motor aus der GM-Ecotec-Familie unter die Haube der Baureihe. Dieses Aggregat war als einzige Motorisierung für alle Versionen orderbar.

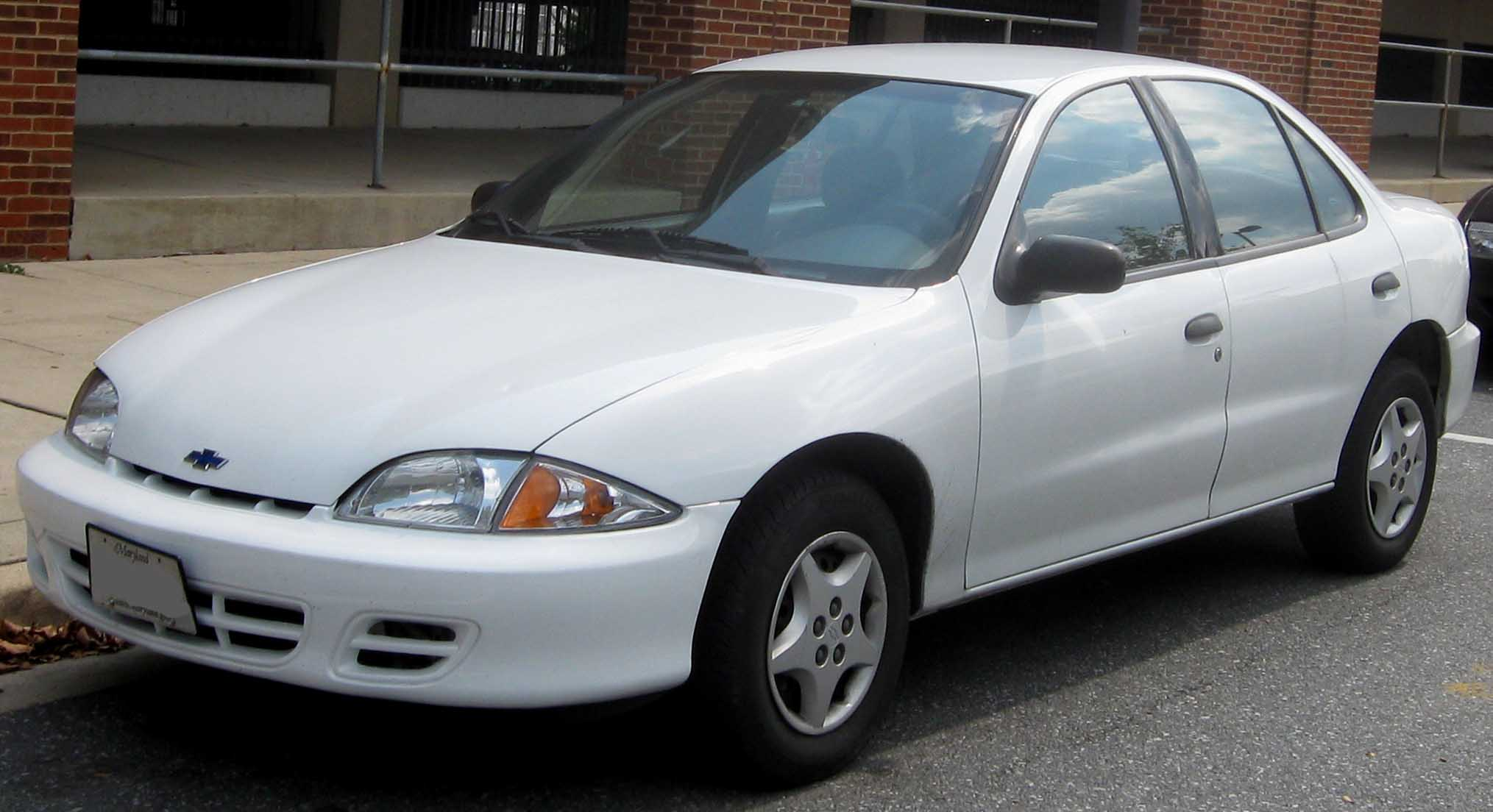
Chevrolet Cavalier Sedan (1999–2003)
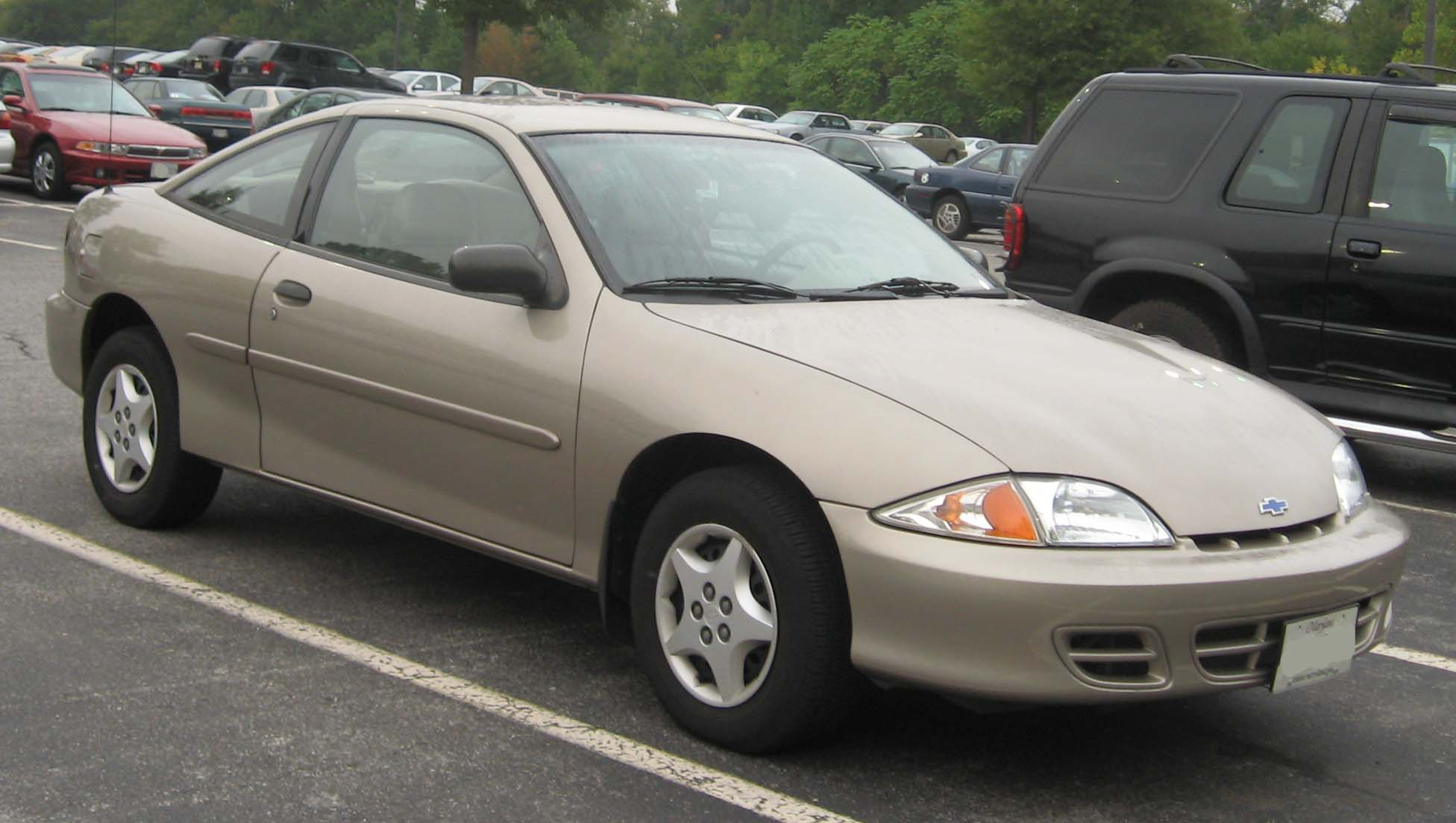
Chevrolet Cavalier Coupé (1999–2003)

Anfang 2003 wurde ein tiefgreifenderes Facelift vorgenommen. Besonderes Merkmal war der nun in der Chevrolet-Familie übliche Kühlergrill mit einer Querstrebe, auf der das Markenlogo angebracht war.
Im Oktober 2004 stellte Chevrolet die Produktion des Cavalier im GM-Werk Lordstown ein. Die Gesamtstückzahl bis einschließlich des Jahres 1999 belief sich auf 1,24 Millionen Einheiten, davon entfielen knapp 20.000 Exemplare auf die Cabriolets.
Das Schwestermodell des Cavalier der zweiten Generation war der Pontiac Sunfire. Nachfolger des Chevrolet Cavalier / Pontiac Sunfire war ab Sommer 2005 der Chevrolet Cobalt.

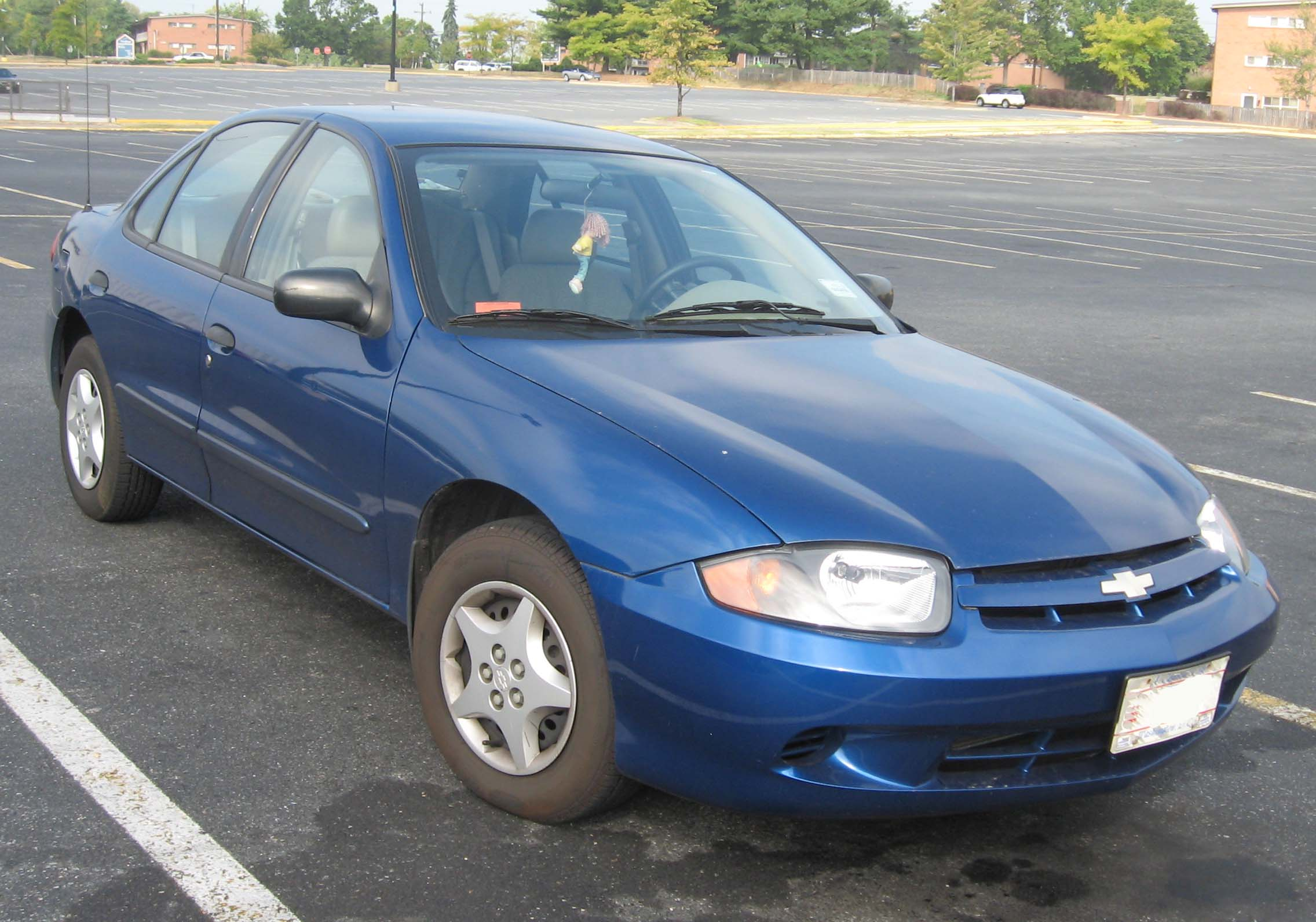
Chevrolet Cavalier Sedan (2003–2005)
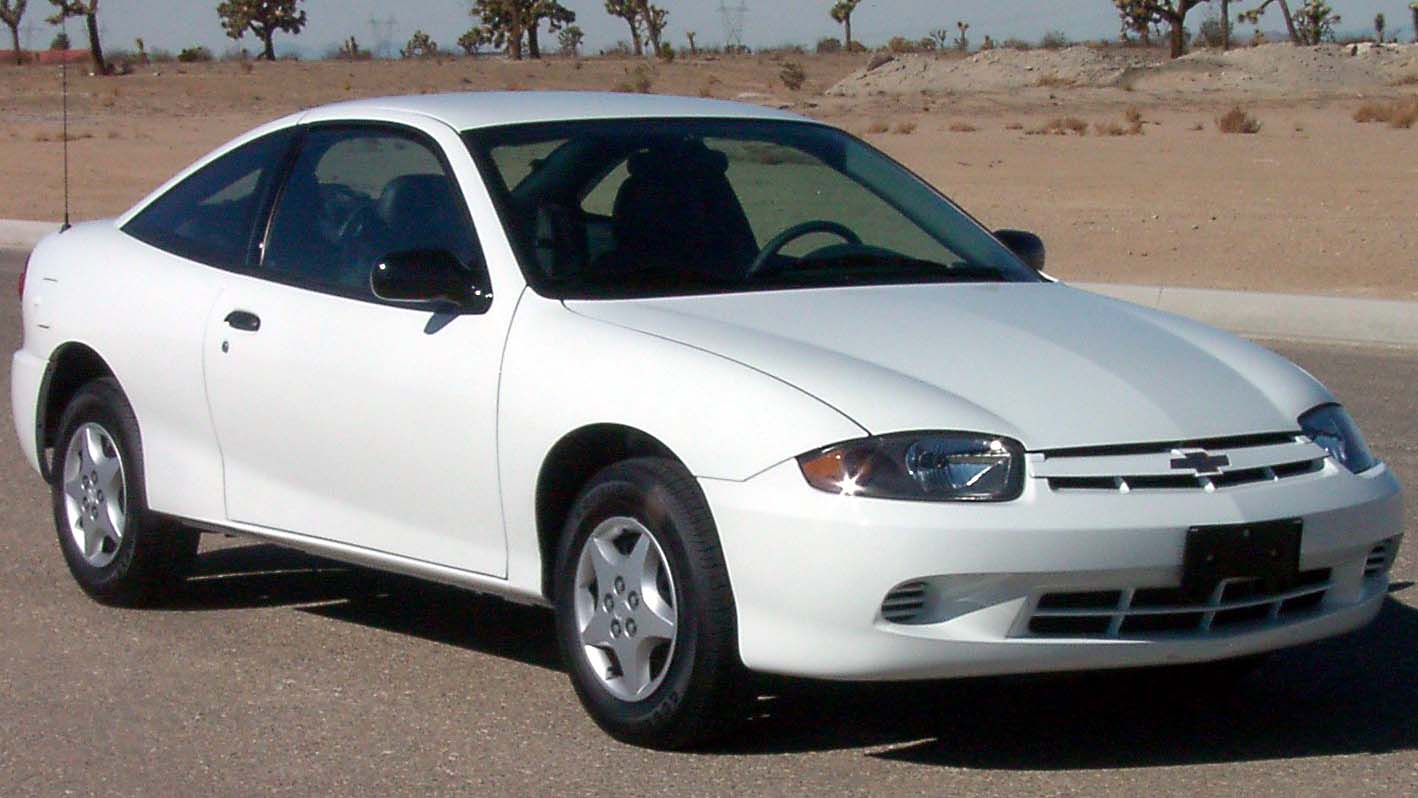
Chevrolet Cavalier Coupé (2003–2005)

## Cavalier (2016–2021)
Am 2. September 2016 kam die dritte Generation des Cavalier in China auf den Markt; formal zum ersten Mal öffentlich gezeigt wurde sie am selben Tag auf der Chengdu Auto Show. Das Fahrzeug wurde von Shanghai GM gebaut und ist ein überarbeiteter Cruze der ersten Generation. Der Cavalier wurde parallel zur zweiten Cruze-Generation verkauft, der Preis lag jedoch unter dieser.

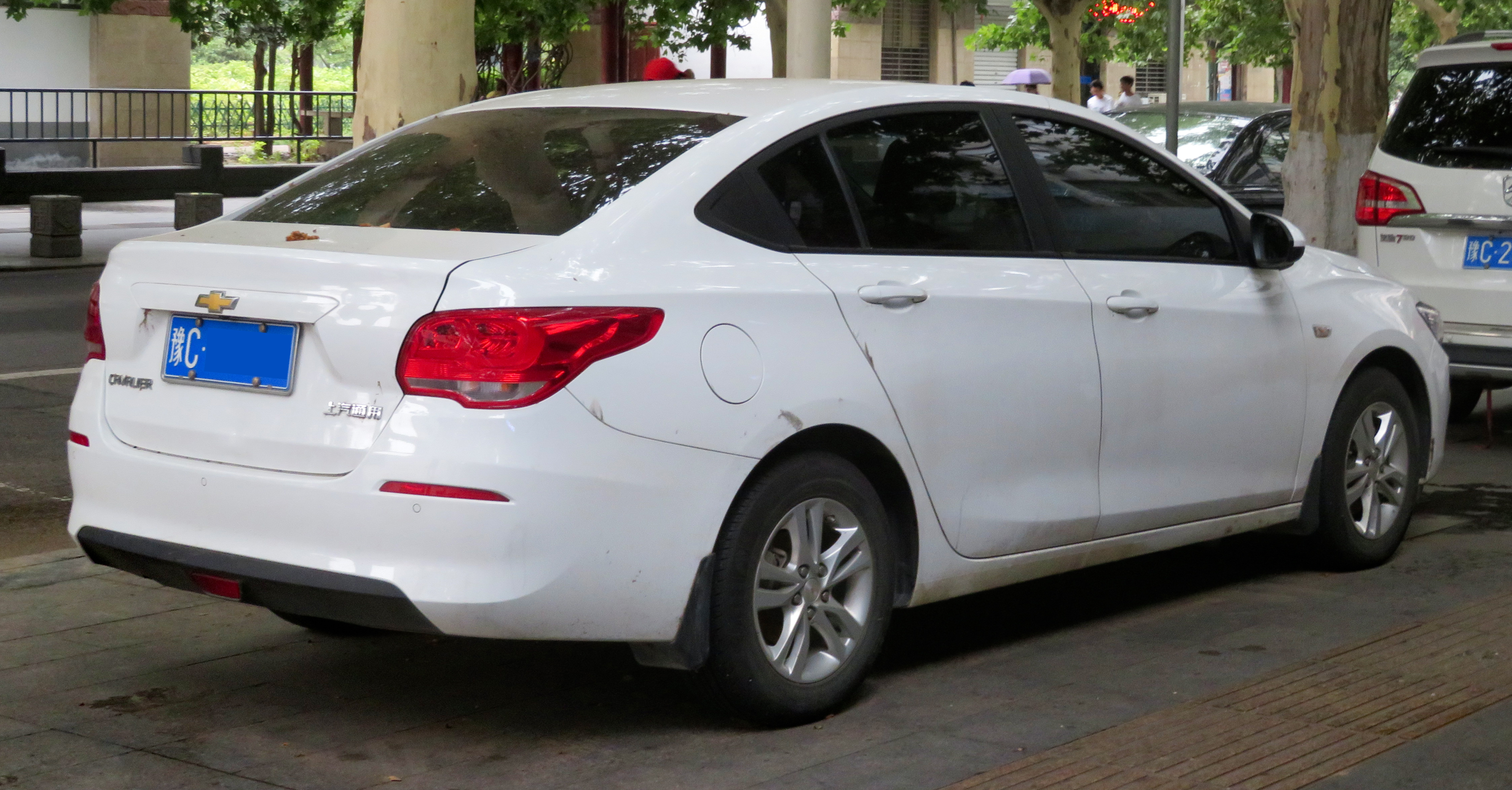
Heckansicht

### Technische Daten
|                                            | 1.0                        | 1.5                          |
| ------------------------------------------ | -------------------------- | ---------------------------- |
| Bauzeitraum                                | 03/2018–10/2021            | 09/2016–10/2021              |
| Motorkenndaten                             |                            |                              |
| Motorart                                   | Ottomotor                  | Ottomotor                    |
| Motorbauart                                | R3                         | R4                           |
| Hubraum                                    | 999 cm³                    | 1485 cm³                     |
| max. Leistung bei min−1                    | 88 kW (120 PS) / 5200      | 83 kW (113 PS) / 6000        |
| max. Drehmoment bei min−1                  | 165 Nm / 1700–4400         | 141 Nm / 4000                |
| Kraftübertragung                           |                            |                              |
| Antrieb, serienmäßig                       | Vorderradantrieb           | Vorderradantrieb             |
| Getriebe, serienmäßig                      | 6-Stufen-Automatikgetriebe | 5-Gang-Schaltgetriebe        |
| Getriebe, optional                         | —                          | [6-Stufen-Automatikgetriebe] |
| Messwerte                                  |                            |                              |
| Höchstgeschwindigkeit                      | 185 km/h                   | 180 km/h                     |
| Beschleunigung, 0–100 km/h                 | k. A.                      | k. A.                        |
| Kraftstoffverbrauch auf 100 km, kombiniert | 5,0 l Super                | 5,4 l Super [5,8 l Super]    |
| Leergewicht                                | 1200 kg                    | 1185 kg [1225 kg]            |

- Werte in eckigen Klammern gelten für Modelle mit Automatikgetriebe

## Cavalier (seit 2021)
In Mexiko wird der 2018 vorgestellte Monza aus chinesischer Produktion seit 2021 als Cavalier vermarktet.